# UltraSPARC T1
UltraSPARC T2
L’UltraSPARC T1 de Sun Microsystems est un processeur (CPU) multicœur et multithread. Il est aussi dénommé Niagara.
C'est un micro-processeur UltraSPARC constitué de 8 cœurs, chacun pouvant gérer 4 files d'exécution, soit 32 au total. Les huit cœurs se partagent une seule unité de traitement en virgule flottante.
Les 400 millions de transistors de ce processeur sont gravés en 90 nm et leur cadence de fonctionnement est 1 à 1,2 GHz. Les débits internes à la puce atteignent 134 Go/s, et les échanges avec la mémoire 25 Go/s. Les entrées/sorties se font sur un bus propriétaire JBus à plus de 3 Go/s. La consommation moyenne de Niagara est de 70 à 80 W
Il existe des versions à quatre et six cœurs de Niagara.